# 구연서원

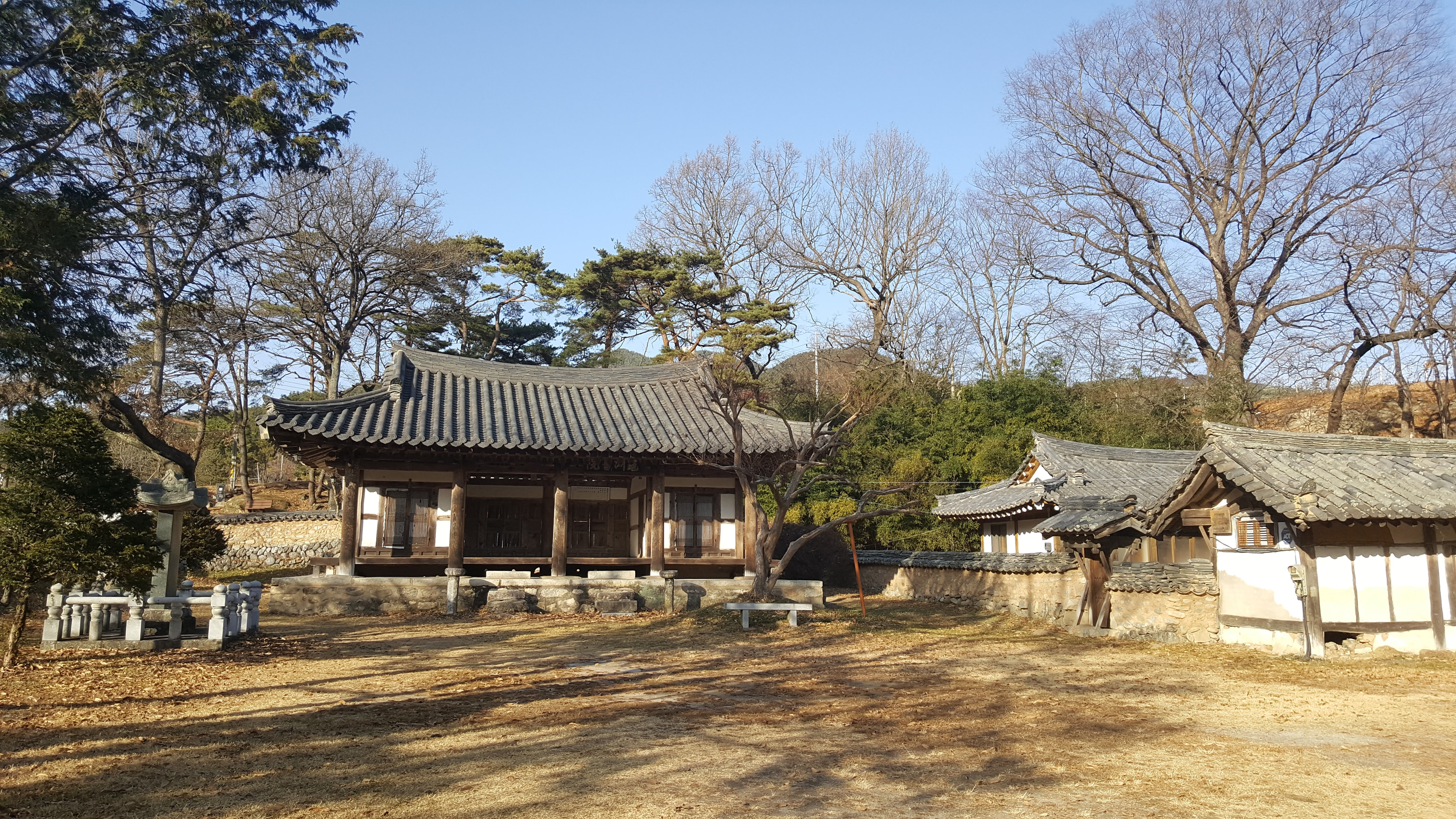
구연서원

구연서원은 요수 신권의 학문과 덕행을 추모하기 위하여 1694년(숙종 20년) 거창군 위천면 수승대에 세운 신권이 제자를 가르치던 구연재 개조하여 창건되었다. 서원의 입구에는 수승대를 조망할 수 있는 관수루가 서있는데, 1740년 지어졌으며 경남 유형문화재로 제422호로 지정되었다. 신권과 함께 성팽년과 신수이도 배향하고 있다. 1868년 대원군의 서원철폐령으로 없어졌다가 1990년 3월에 복설하였다. 서원 마당에 산고수장(山高水长)이라고 쓰인 비와 석곡선생유적비, 그리고 황고신선생사적비가 서있다.

## 같이 보기
- 거창 구연서원 관수루 - 경상남도 유형문화재 제422호